# Desa Piji (administrativ by i Indonesien, lat -6,72, long 110,87)
Desa Piji är en administrativ by i Indonesien.   Den ligger i provinsen Jawa Tengah, i den västra delen av landet, 400 km öster om huvudstaden Jakarta.